# La legge è legge
La legge è legge (bra: Contrabandista a Muque) é um filme ítalo-francês de 1958, do gênero comédia, dirigido por Christian-Jaque.

## Sinopse
Ferdinand é um polícia francês, enquanto Giuseppe é um contrabandista. Ferdinand captura a Giuseppe e confessa-lhe que nasceu na cozinha italiana de uma casa francesa. Giuseppe escapa e denuncia Ferdinand, que perde o emprego, a cidadania, vê o seu segundo casamento anulado e encontra-se legalmente ligado à sua primeira mulher que, entretanto tinha casado com... Giuseppe.

## Elenco
- Totò: Giuseppe La Paglia
- Fernandel: Ferdinand Pastorelli
- Nino Besozzi
- Leda Gloria: Antoinette
- Nathalie Nerval: Hélène Pastorelli
- Noël Roquevert
- René Genin